# Асперен
Асперен (нід. Asperen) — місто в нідерландській провінції Гелдерланд. Входить до муніципалітету Вест-Бетюве.
Топонім Асперен уперше згадується 893 року, права міста надані 1313 року. До 1986 року мало статус окремого муніципалітету.

## Галерея

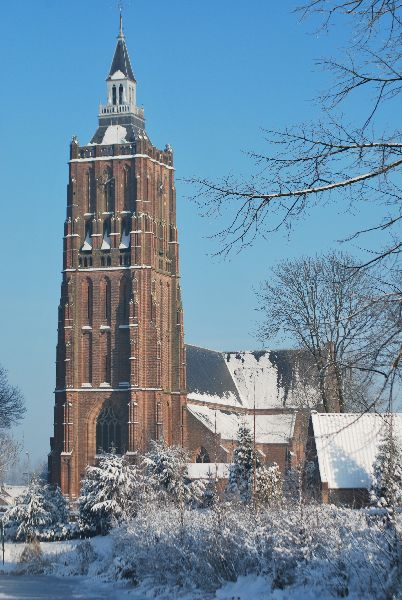
Протестанська церква
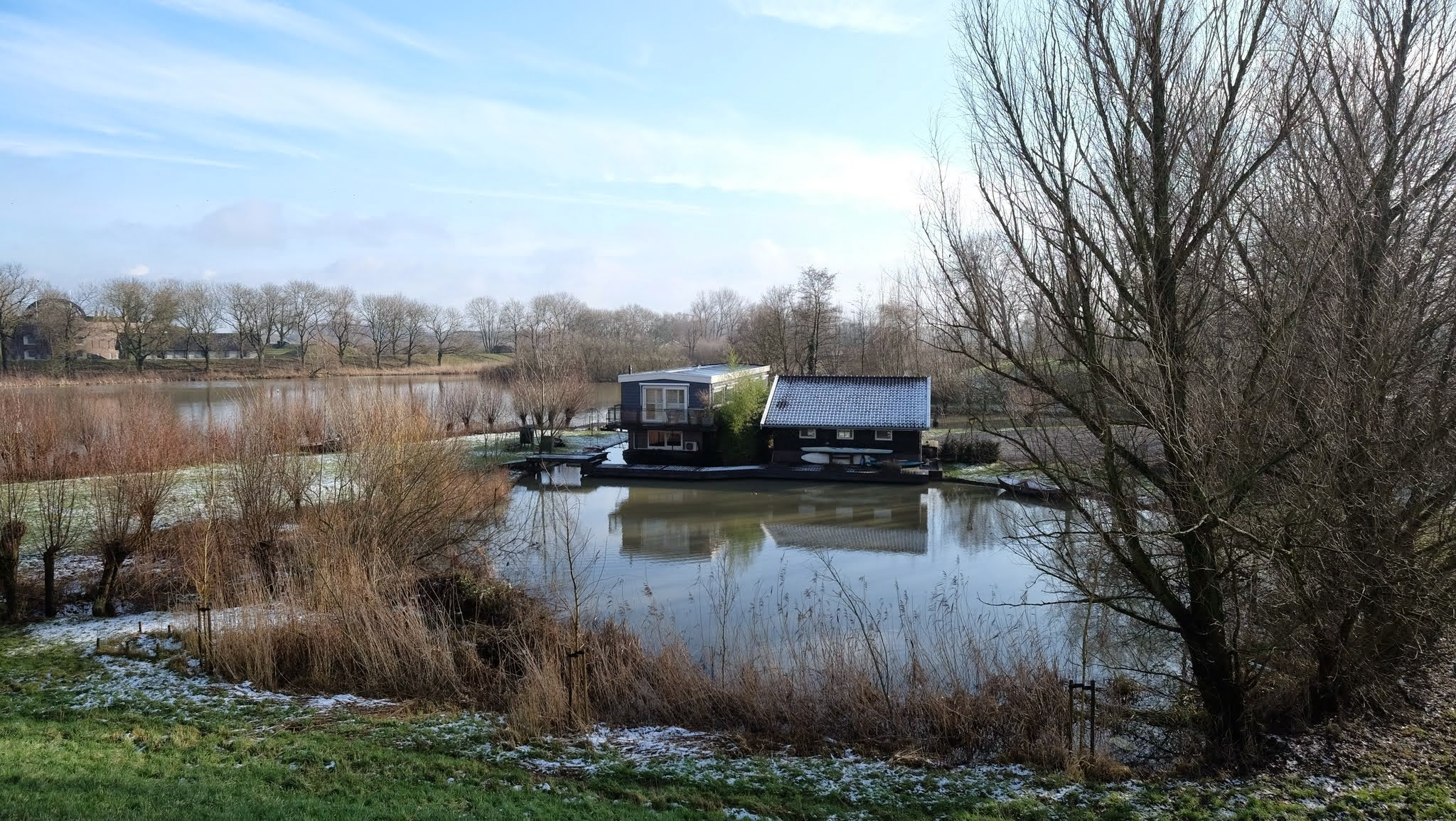
Ферма
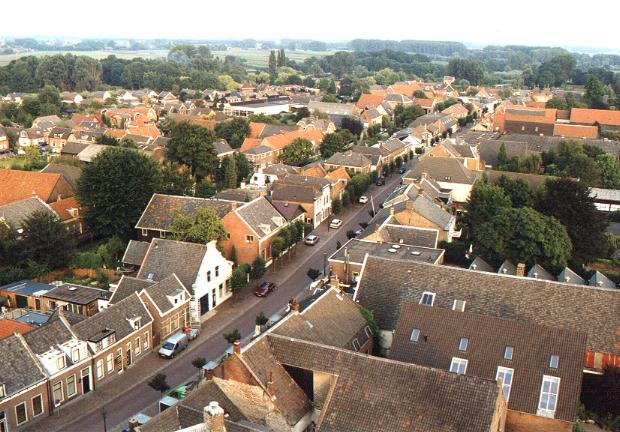
Панорама міста
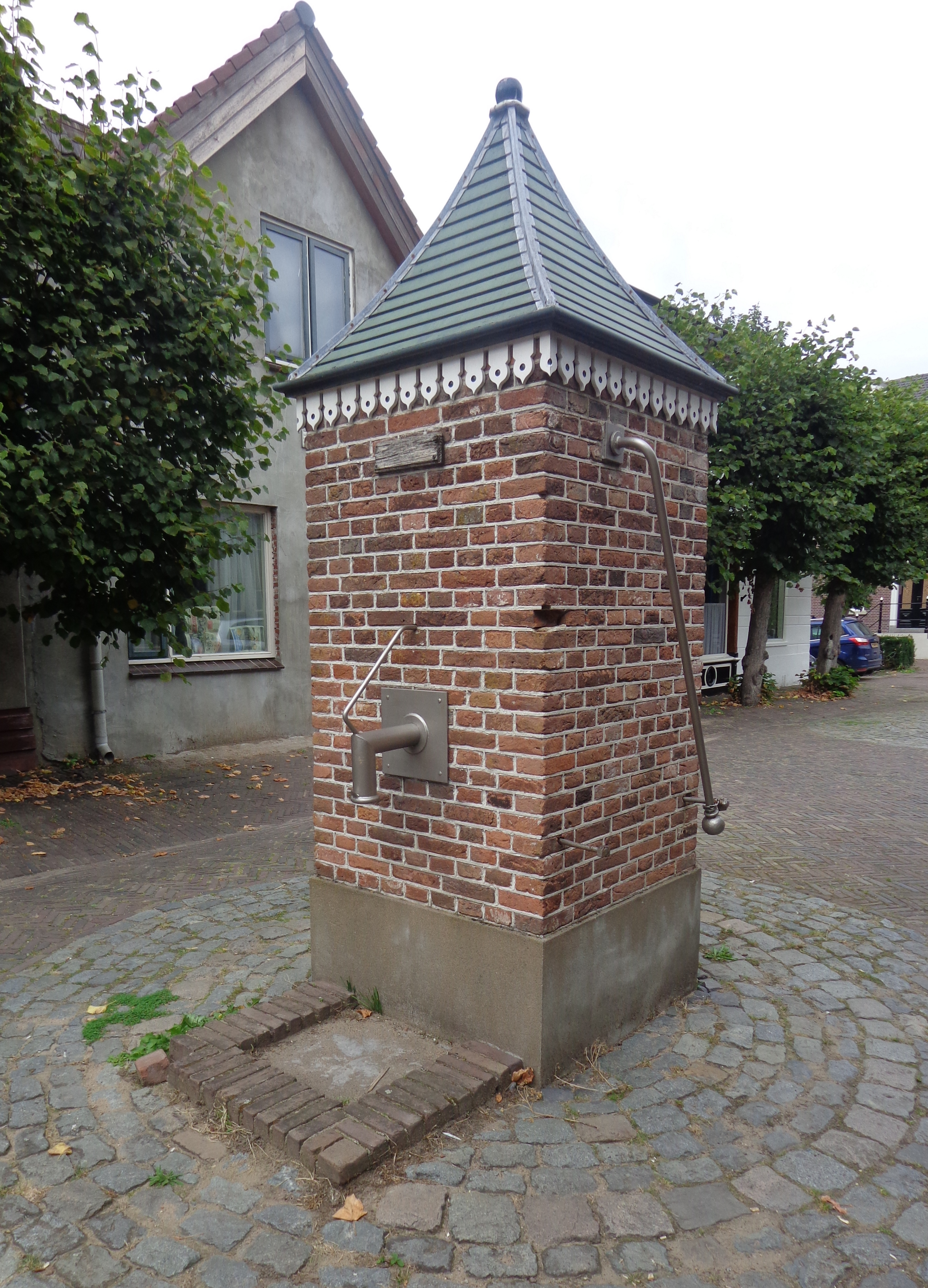
Колонка